# アテビ平小鳥の森
アテビ平小鳥の森（アテビだいらことりのもり）は、長野県下伊那郡売木村にある天竜奥三河国定公園の一部。
茶臼山の東山麓約60ヘクタールに広がる森で多様な動植物を育んでいる。
1980年に長野県より指定。

## 主な生息

### 野鳥
- コマドリ
- オオルリ
- キビタキ
- エナガ

### 植物
- ザゼンソウ
- ミズバショウ
- マンサク
- セリバシオガマ